# النماص
النماص هي مدينة سعودية والعاصمة الإدارية لمحافظة النماص، التابعة لمنطقة عسير في المملكة العربية السعودية. يوجد في المدينة العديد من الخدمات الحكومية، وتقع على الخط الإقليمي «طريق الحجاز» (الطائف -أبها) وتبعد عن مدينة الطائف جنوباً 380 كم وعن مدينة أبها 170 كم شمالًا.